# 極限體能王全明星
極限體能王全明星是挑戰冠軍王、體育王國、黃金筋肉舉辦的極限體能王SASUKE裡面的實力選手。這些人不是自己組合的團體，而是內幕工作人員自己決定成員的加入及退出。這些人也不是什麼明星選手或是職業運動員，而是一般人。

## 摘要
- 「極限體能王全明星」這個代名詞，從第5回起就已經在使用。一些在節目內接連許多好表現的都稱作極限體能王全明星。大森晃、Ken小杉、Shane小杉、三浦英一、吉崎浩亮、朝岡弘行、高橋賢次、小林信治、山田康司、小林正明等都有成為全明星的資格。其中大森、Ken小杉也有「前極限體能王全明星」的稱號。不過這兩位選手已經很久沒有參賽了。

- 現在這些成員，秋山在第4回、長野在第17回完全制霸。 山田、秋山、長野都有當過100號的經驗、山本、竹田、白鳥則沒有經驗（白鳥、山本有當過99號的經驗，竹田則從來沒有當過99號以上，竹田最高是98號）。

- 第7、8、10、20、24、27、29、33、34回時全明星只有一人通過第一舞台，第19、22、26、28、31、32、35、36、37、38回大會全明星們全軍覆沒，成了過去最低紀錄。

- 秋山和彥在第17回長野誠完全制霸後一時的有引退的決定（不是完全的引退，如果還有挑戰的熱忱，仍舊會繼續挑戰。）然而，在第20、22、24和第25回大會出場；最後在第28回大會和山本一起宣布是最後一次參賽，第一舞台出局後便正式引退；山本則是在第29回大會開辦前收回引退宣言並從頭來過參加預選並順利再次回到第29回大會並持續保持全勤。

- 山田勝己在第24回大會因翻不過聳立高牆而宣布引退，在第26回大會重新挑戰，但在蜘蛛跳躍就落水；幾次引退和復出後最後於第28回大會後正式退出，但是在第29回大會時訓練了幾個子弟兵來參賽；名為「黑虎軍團」，但是在第29回大會四人參賽在第一舞台全軍覆沒，第30回大會三人參賽有一人山本浩茂通過第一舞台，第31回大會山本保持成績，第32回與33回大會皆在第一舞台全軍覆沒，第34回初次有兩人突破第一舞台，小畑仁志更進入第三舞台，第35回與36回又皆在第一舞台全軍覆沒，第37回山本良幸與伊佐嘉矩圖突破至第三舞台，第38回結果與37回相差無幾，後伊佐嘉矩退出黑虎，山本良幸成為軍團王牌，在第40回初次進入最終舞台。

- 白鳥文平在第21回大會後因為膝蓋及腰痛的問題欠場，在第30回紀念大會時復出，可惜在第一舞台的跳躍懸吊落下。

- 長野誠在第32回大會時宣布引退，最後在第一舞台的終點前時間到，此後未參賽但都會到現場，第33、34回時為賽事解說員，也培育了一名後繼之人（高須清輝，第37金比羅丸船員）第38回大會回歸挑戰，但在馴龍高手第二段落下。目前仍活躍於舞台上的僅剩竹田和山本兩人。

## 成員
| 姓名     | 首次出場的時間 | 現年齡 | 地區   |
| -------- | -------------- | ------ | ------ |
| 山田勝己 | 第1回          | 59歲   | 兵庫縣 |
| 山本進悟 | 第1回          | 50歲   | 東京都 |
| 秋山和彥 | 第2回          | 52歲   | 北海道 |
| 竹田敏浩 | 第5回          | 49歲   | 岐阜縣 |
| 長野誠   | 第7回          | 52歲   | 宮崎縣 |
| 白鳥文平 | 第9回          | 57歲   | 千葉縣 |

另外，第22回大會之後，製作單位開始將通過預選會獲得大會參賽權的有力選手，稱為「SASUKE新世代」，其中以漆原裕治兩度完全制霸成績最佳，後面也出現「漆原世代」的稱呼。
| 姓名     | 首次出場的時間 | 現年齡 | 地區     |
| -------- | -------------- | ------ | -------- |
| 長崎峻侑 | 第14回         | 37歲   | 茨城縣   |
| 漆原裕治 | 第21回         | 46歲   | 東京都   |
| 菅野仁志 | 第20回         | 39歲   | 東京都   |
| 橋本亘司 | 第21回         | 40歲   | 島根縣   |
| 又地諒   | 第21回         | 35歲   | 神奈川縣 |
| 朝一真   | 第21回         | 43歲   | 奄美大島 |
| 日置将士 | 第25回         | 43歲   | 東京都   |
| 川口朋廣 | 第21回         | 43歲   | 東京都   |
| 鈴木祐輔 | 第16回         | 46歲   | 東京都   |

## 極限體能王全明星的起源
有實力的選手都有他們常用的號碼。第2回的100號是秋山和彥、99號是大森晃，第3回時他們倆各自替換了號碼。
然而在第4回大會開始終於開始有固定使用的號碼了，在上一次晉級至最終舞台的山田勝已是100號，前回同樣是Finalist的山本進悟（第3回為止的號碼都是前半）是98號。在這之間99號的挑戰者，是到目前為止都在90號後半的大森晃。秋山在這一次是86號。即使山本和大森在此大會是首次在第一舞台出局，第5回他們還是同一個號碼。
山田勝己和山本進悟從第4回開始就固定在90號後半，從此大會開始就被認為他們加入了全明星的行列。Ken小杉在出場時也時常固定在90號後半。由於大森晃和Ken小杉不是一般人，但是實力相當，所以有著「前極限體能王全明星」的稱呼。不過他們各自在第7回、第8回以後就沒有出場（大森晃於第23、24回時復出，但都在第一舞台出局）。
竹田敏浩從第二次出場的第6回大會開始就已經加入全明星，第9回開始就完全固定在90號後半。秋山和彦則是初出場的第2回開始就排在後半順位，完全制覇後的第6回開始就固定在90號後半。
長野誠是在第10回大會正式加入全明星，節目內也頻繁對它使用「極限體能王全明星」的代名詞。然而成員全部都是一般人，這些人都固定在90號後半。此回大會（第10回大會）強調長野誠已加入全明星，在節目中指出「山田以外的全明星都失敗」。第11回又說「極限體能王全明星全員第一舞台過關」，就已經確定他是全明星中的一員。
白鳥文平是第14回開始加入全明星的，節目中在介紹他時也指出「全明星的白鳥」。
雖然對於極限體能王全明星的定義還是頗具爭議，但是上面的六個人已被正式加入成員。

## 關連條目
- 極限體能王SASUKE
- 挑戰冠軍王
- 體育王國
- 黃金筋肉